# Monostorpályi
Monostorpályi là một thị trấn thuộc hạt Hajdú-Bihar, Hungary. Thị trấn này có diện tích 44,44 km², dân số năm 2010 là 2162 người, mật độ 49 người/km².